# 長棟輝行
長棟 輝行（ながむね てるゆき、1952年 - ） は、日本の生物工学者。東京大学名誉教授。

## 人物・経歴
富山県立富山中部高等学校を経て、1975年東京工業大学工学部化学工学科卒業。1977年東京工業大学大学院理工学研究科化学工学専攻修士課程修了、理化学研究所化学工学研究室研究員補。1985年東京工業大学工学博士、理化学研究所化学工学研究室研究員。1988年イリノイ大学生化学科客員研究員。1990年理化学研究所バイオデザイン研究グループ研究員。1992年理化学研究所化学工学研究室副主任研究員。1993年東京大学工学部教授。1995年東京大学大学院工学系研究科教授。1999年日本技術士会技術士試験委員。2001年文部科学省大学設置・学校法人審議会専門委員。2002年文部科学省科学技術・学術審議会専門委員、産業技術総合研究所レビューボード委員。2004年新エネルギー・産業技術総合開発機構技術委員。2005年日本学術振興会科学研究費委員会専門委員。2018年退官、東京大学名誉教授、総合研究奨励会コーディネーター。

## 受賞
- 1993年 市村産業賞功績賞[2][4]
- 2001年 化学工学会研究賞（玉置明善賞）[2][4]
- 2001年 日本生物工学会生物工学論文賞[4]
- 2006年 IUPAC Fellow on Biotechnology[2]
- 2014年 化学工学会学会賞（池田亀三郎賞）[2][4]
- 他多数[2]